# هاینکل هائی ۱
هاینکل هائی ۱ (به آلمانی: Heinkel HE 1) یک هواگرد تک‌باله تک‌موتوره آب‌نشین شناسایی ساخت کاسپر ورکه در آلمان بود که در سال ۱۹۲۱ توسط ارنست هاینکل به صورت زیر بال طراحی شد. این هواگرد توان خود را با موتور مایباخ ام‌بی۴آ تأمین می‌کرد.
این هواپیما که کاسپر اس. ۱ و نام‌های دیگری نیز به خود گرفت، با توجه محدودیت‌های اعمال شده بر آلمان پس از شکست در جنگ جهانی اول بر اساس پیمان ورسای، به صورت قطعه قطعه به سوئد منتقل و در آنجا سر هم گردید. اچ‌ایی. ۱ عموماً به صورت تحت لیسانس در سوئد با عنوان سوِنسکا اس. ۲ برای نیروی دریایی این کشور تولید شد.

## مشخصات فنی

### مشخصات عمومی
- خدمه: ۲ نفر (خلبان و تیربارچی-مشاهده گر)
- طول: ۱۲٫۶۵ متر
- طول بال: ۱۸ متر
- ارتفاع: ۳٫۸۵ متر
- وزن خالی: ۱۷۰۰ کیلوگرم
- وزن خالص: ۲۳۲۰ کیلوگرم
- نیرومحرکه: یک موتور پیستونی خطی ۶ سیلندر مایباخ ام‌بی۴اِی (Maybach Mb.IVa) خنک شونده با مایعات: ۲۶۰ اسب بخار

### عملکرد
- حداکثر سرعت: ۱۶۰ کیلومتر بر ساعت
- حداکثر ارتفاع: ۴۰۰۰ متر
- سرعت صعود: ۱۰۰۰ متری در ۹ دقیقه

### تسلیحات
- یک مسلسل متحرک در پشت کابین خلبان برای تیربارچی